# Nora Marks Dauenhauer
Nora Marks Keixwnéi Dauenhauer (Juneau, 8 de maio de 1927 – Juneau, 25 de setembro de 2017) foi uma poetisa Tlingit, contista e acadêmica da língua Tlingit do Alasca. Ela ganhou um American Book Award pela obra Russians in Tlingit America: The Battles of Sitka, 1802 and 1804. Nora foi laureada de escritora estadual do Alasca de 2012 a 2014.

## Primeiros anos
Nora Marks nasceu em 8 de maio de 1927, sendo a primeira dos dezesseis filhos de Emma Marks (1913–2006) de Yakutat, Alasca, e Willie Marks (1902–1981), pertencente do povo indígena Tlingit em Hoonah, Alasca. O nome de Nora ao nascer era Keix̱wnéi (para a étnia Tlingit). Dauenhauer foi criada em Juneau, Hoonah, em locais sazonais de caça e pesca ao redor de Icy Straits, Baía dos Glaciares e Cabo Spencer. A primeira língua de Dauenhauer é Tlingit pois, seguindo sua mãe, no sistema matrilinear Tlingit, ela era um membro da metade Raven da nação Tlingit, do clã Yakutat Lukaax̱.ádi (Salmão Sockeye), e do Shaka Hít ou Canoe Prow House, do Rio Alsek. Em 1986, ela foi escolhida como co-líder do clã Yakutat Lukaax̱.ádi (Salmão Sockeye), e como administradores da Raven House, e outras propriedades do clã. Em novembro de 2010, ela recebeu o título de Naa Tláa (Mãe do Clã) como líder cerimonial do clã. O avô materno de Emma tinha sido Frank Italio (1870–1956), um informante da antropóloga Frederica de Laguna, cujo conhecimento foi incorporado à etnografia de De Laguna de 1972 sobre os Tlingit do norte, sob o Monte St. Elias.

## Educação e carreira
A primeira língua de Dauenhauer é o Tlingit, pois ela só começou a aprender inglês quando entrou na escola aos oito anos de idade. Dauenhauer abandonou a escola de Douglas após a 6ª série, após ser maltratada pelos seus professores e a mesma se sentir envergonhada. Quando Dauenhauer começou a ensinar Tlingit na Juneau Highschool, ela conseguiu seu GED porque, ao trabalhar com as crianças do ensino médio, descobriu que precisava de ajuda. Depois de receber seu GED, ela mais tarde passou para o ensino superior. Em 1976, ela obteve um diploma de bacharel em Antropologia da Universidade Metodista do Alasca (Universidade do Pacífico do Alasca). Dauenhauer pesquisou a linguagem Tlingit para o Alaska Native Language Center na Universidade do Alasca, Fairbanks, de 1972 a 1973. Lá ela traduziu e transcreveu obras da cultura Tlingit em livros. Seus livros incluem Beginning Tlingit, publicado em 1976. Quando Dauenhauer recebeu uma doação do Fundo Nacional Para as Humanidades, ela e sua família se mudaram para Juneau, no Alasca, em 1983. Lá ela se tornou uma pesquisadora principal em estudos linguísticos e culturais na Sealaska Heritage Foundation de 1983 a 1997. A obra de Dauenhauer foi influenciada pelo mar e pela terra, sua obra preserva a cultura oral e as histórias de gerações anteriores.
Na década de 2000, Dauenhauer publicou um volume de poesia e prosa, conhecido como Life Woven with Song. A coleção tem como foco ser uma autoetnografia da tribo Tlingit; o volume contém poemas líricos curtos, peças autobiográficas sobre Dauenhauer e sua vida na costa norte do Pacífico, bem como algumas peças dramáticas que retratam histórias tradicionais de Tlingit Raven. De 10 de outubro de 2012 a outubro de 2014 ela foi Poeta Laureate dos Estados do Alasca.

## Vida pessoal
No início da década de 1970, ela se casou com o linguista Richard Dauenhauer, que havia feito seu doutorado sobre a língua Tlingit. Dauenhauer viveu em Juneau, onde ela escreveu, pesquisou e foi voluntária em escolas locais. Dauenhauer é reconhecida internacionalmente por seu trabalho preservando e ensinando a língua Tlingit. Dauenhauer se formou em antropologia e começou a estudar a si mesma e suas raízes. Em uma entrevista, ela afirma que as pessoas sempre pensaram no Tlingit como algo simples, mas continua descrevendo-o como uma das linguagens mais difíceis já encontradas. Seu marido, Richard Dauenhauer, e ela escreveram vários livros que se concentram na língua Tlingit. Dauenhauer continua sendo reconhecida internacionalmente por seu trabalho preservando e ensinando a língua Tlingit.
Dauenhauer teve quatro filhos, 13 netos e 15 bisnetos.
Nora Marks Dauenhauer morreu em 25 de setembro de 2017 aos 90 anos.

## Prêmios
- 1980: Humanista do Ano pelo Fórum de Humanidades do Alasca[6]
- 1989: Co-recipiente com Richard Dauenhauer do Prêmio Governador do Alasca para as Artes, Prêmio Artista Nativo do Alasca[11]
- 1991: Recebeu o Prêmio Livro Americano da Fundação Columbus[12]
- Maio de 2001: Recebeu o título de Doutor Honorário em Humanidades pela University of Alaska Southeast[13]
- 2005: Homenageada com o Community Spirit Award, First Peoples Fund[14]
- 2007: O Conselho Central das tribos indígenas Tlingit e Haida do Alasca a reconheceu com um prêmio pelo conjunto da obra.[15]
- 2008: Recebeu o Prêmio Livro Americano da Fundação Antes de Columbus por Anooshi Lingit Aani Ka / Russos em Tlingit America: The Battles of Sitka 1802 and 1804.[12]
- Março de 2010: Introduzida no Hall da Fama das Mulheres do Alasca.[15]
- Novembro de 2011: Escolhida como homenageada do prêmio Liderança Indígena pela Ecotrust, Salman Nation, Portland, Oregon.[10]
- 2012 – 2014 – Alaska State Write Laureate[16]

## Obras publicadas

### Obras cadêmicas
- (1986). "Context and Display in Northwest Coast Art." (em inglês). New Scholar, vol. 10, pp. 419–432.
- Nora Dauenhauer; Richard Dauenhauer; Lydia Black, eds. (2008). Russians in Tlingit America (em inglês). [S.l.]: University of Washington Press. ISBN 978-0-295-98601-2
- Stone, I. R. (2009). ANÓOSHI LINGÍT Aaní Ká: Russians In TLINGIT America: The battles Of SITKA, 1802 AND 1804 (em inglês). Nora Marks Dauenhauer, Richard Dauenhauer, and LYDIA T. Black (EDITORS). 2008. JUNEAU: Sealaska Heritage Institute; Seattle and LONDON: University of WASHINGTON Press. xlix + 491p, illustrated, soft cover. Isbn 978-0-295-98601-2. £19.00; $us35.00. Polar Record, 46(1), 89-90. doi:10.1017/s0032247409008572

### Obras criativas
- Dauenhauer, N. (n.d.). Amelia's first ski run by Nora Marks dauenhauer (em inglês). Consultado em 3 de maio de 2022
- Servid, C. (1990). The Droning Shaman by Nora Marks Dauenhauer (em inglês). Western American Literature, 25(3), 279-280. doi:10.1353/wal.1990.0133

### Obras colaborativas
- Dauenhauer, N., & Dauenhauer, R. (1981). "Because we cherish you ...: Sealaska elders speak to the future (em inglês). Juneau, AK: Sealaska Heritage Foundation Press.
- Dauenhauer, N., & Dauenhauer, R. (1987) Haa Shuká, Our Ancestors: Tlingit Oral Narratives (em inglês). (Classics of Tlingit Oral Literature, vol. 1.) Seattle: University of Washington Press.
- Dauenhauer, N., & Dauenhauer, R. (1990) Haa Tuwanáagu Yís, for Healing Our Spirit: Tlingit Oratory (em inglês). (Classics of Tlingit Oral Literature, vol. 2.) Seattle: University of Washington Press.
- Dauenhauer, N., & Dauenhauer, R. (1994) Haa Kusteeyí, Our Culture: Tlingit Life Stories (em inglês). (Classics of Tlingit Oral Literature, vol. 3.) Seattle: University of Washington Press.
- Dauenhauer, N. M., & Dauenhauer, R. (1998). Technical, emotional, and ideological issues in reversing Language SHIFT: Examples from Southeast Alaska (em inglês). Endangered Languages, 57-98. doi:10.1017/cbo9781139166959.004

### Obras críticas
- Bataille, Gretchen M; Lisa, Laurie (1993). Native American women : a biographical dictionary (em inglês). [S.l.]: Garland publishing. p. 73-74. ISBN 9780824052676
- De Laguna, Frederica (1972) Under Mount St. Elias (em inglês). 3 vols. Washington: Smithsonian Institution Press.
- Osgood, K. (1990). Anóoshi LINGÍT Aaní Ká: Russians In Tlingit America; the battles Of Sitka, 1802 and 1804 (em inglês). Polar Geography, 36(3), 245-246.
- Wiget, A., & Ortiz, S. J. (1985). Earth power coming: Short fiction in native american literature (em inglês). American Indian Quarterly, 9(1), 155-161. doi:10.2307/1184681